# Villa Nueva Santa Rosa
Villa Nueva Santa Rosa ist eine Ortschaft im Departamento Santa Cruz im Tiefland des südamerikanischen Andenstaates Bolivien.

## Lage im Nahraum
Villa Nueva Santa Rosa ist der fünftgrößte Ort des Kantons Santa Rosa de Roca im Municipio San Ignacio in der Provinz Velasco. Die Ortschaft liegt auf einer Höhe von 377 m zwischen den Ortschaften Santa Rosa de Roca und Cruz de Soliz an der Nationalstraße Ruta 10.

## Geographie
Villa Nueva Santa Rosa liegt im bolivianischen Tiefland in der Region Chiquitanía, einer in weiten Teilen noch wenig erschlossenen Landschaft zwischen Santa Cruz und der brasilianischen Grenze.
Das Klima der Region ist ein semi-humides Klima der warmen Tropen. Die monatlichen Durchschnittstemperaturen schwanken im Jahresverlauf nur geringfügig zwischen 21 °C im Juni/Juli und 26,5 °C im Oktober (siehe Klimadiagramm Concepción), wobei sie zwischen September und März fast konstant zwischen 25 und 26 °C liegen. Das Temperatur-Jahresmittel beträgt 24,3 °C.
Die jährliche Niederschlagsmenge liegt im langjährigen Mittel bei 1150 bis 1200 mm. Drei Viertel des Niederschlags fallen in der Feuchtezeit von September bis März, während in den ariden Monaten Juni bis August in der Trockenzeit weniger als 40 mm pro Monat fallen.

## Verkehrsnetz
Villa Nueva Santa Rosa liegt in einer Entfernung von 434 Straßenkilometern nordöstlich von Santa Cruz, der Hauptstadt des Departamentos.
Von Santa Cruz aus führt die asphaltierte Nationalstraße Ruta 4 über 57 Kilometer in nördlicher Richtung über Warnes nach Montero. Wenige Kilometer nördlich von Montero trifft sie auf die Ruta 10, die über eine Strecke von 648 Kilometern nach Osten führt und die Ortschaften San Ramón, San Javier und Santa Rosa de la Roca als Asphaltstraße durchquert. Auf den restlichen 370 Kilometern ab Villa Nueva Santa Rosa über San Ignacio de Velasco, San Vicente de la Frontera und San Bartolo de la Frontera bis zur Grenzstadt San Matías ist die Straße unbefestigt.

## Bevölkerung
Die Einwohnerzahl der Ortschaft ist in dem Jahrzehnt zwischen den beiden letzten Volkszählungen nur wenig angestiegen:
| Jahr | Einwohner         | Quelle       |
| ---- | ----------------- | ------------ |
| 1992 | keine Detaildaten | Volkszählung |
| 2001 | 312               | Volkszählung |
| 2012 | 327               | Volkszählung |
| 2024 |                   | Volkszählung |